# مائوریزیو فلوگو
مائوریزیو فلوگو (انگلیسی: Maurizio Felugo؛ زادهٔ ۴ مارس ۱۹۸۱) بازیکن واترپلو اهل ایتالیا است.